# Exocentrus raffrayi
Exocentrus raffrayi är en skalbaggsart som beskrevs av Stefan von Breuning 1956. Exocentrus raffrayi ingår i släktet Exocentrus och familjen långhorningar. Inga underarter finns listade i Catalogue of Life.